# Lubostroń
Lubostroń is een dorp in de Poolse woiwodschap Koejavië-Pommeren. De plaats maakt deel uit van de gemeente Łabiszyn en telt 790 inwoners.